# Otso3
Die Lokomotiven der Serie Otso3 mit Verbrennungsmotor sind ein von dem finnischen Fahrzeughersteller Saalasti hergestellter Lokomotiventyp aus der 1956 aufgelegten Otso-Produktfamilie, von denen vier Exemplare zwischen 1972 und 1974 für den Einsatz in Industriebetrieben gebaut wurden. Sie werden auch als Otso3 HSJ bezeichnet.

## Technische Daten
Die Abkürzung HSJ bedeutet hydraulinen suunnanvaihto ja jarrutus (deutsch hydraulischer Richtungswechsel und Bremse). Die Leistung der Lokomotiven beträgt zwischen 300 und 330 PS und die Höchstgeschwindigkeit 20–25 km/h. Das Getriebe ist vollhydraulisch. Die zweiachsige Lokomotive wiegt zwischen 30 und 40 Tonnen. Der Verkaufspreis der Lokomotiven wurde so hoch, dass keine Verkäufe mehr erfolgten. Daher entwarf Saalasti die Baureihe Otso4 als Nachfolger.

## Einsatz
Die einzige noch im Einsatz befindliche Lokomotive (Saalasti 72/1972) fährt auf der Strecke Kymi–Sunila der Karhulan–Sunilan Rautatie.